# Epiphloeus duodecimmaculatus
Epiphloeus duodecimmaculatus là một loài bọ cánh cứng trong họ Cleridae. Loài này được Klug miêu tả khoa học đầu tiên năm 1842.